# 流亡

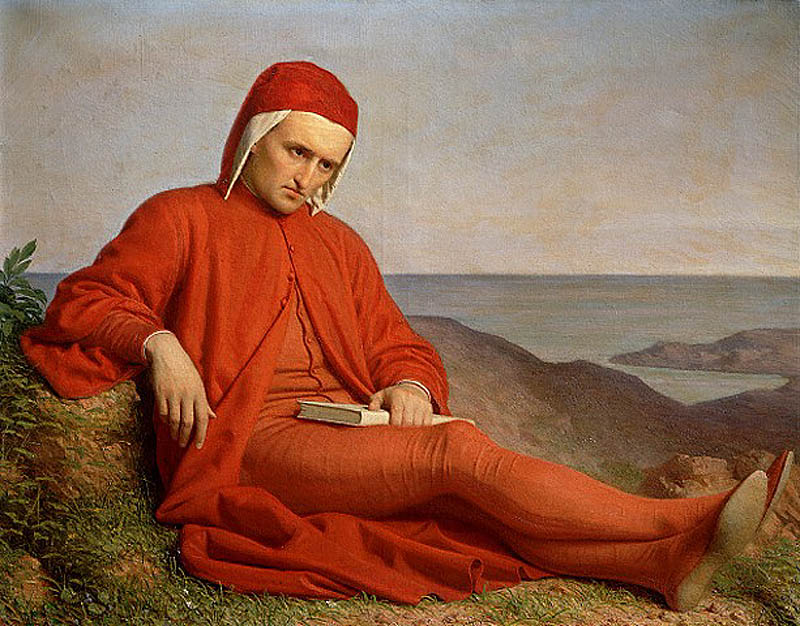
流浪者但丁

流亡或逃亡，也称为亡命、流命（英語：Exile），指任何人或團體，因為自然災害、違法行為、受到侵略、迫害（包括政治迫害）或其他負面因素而離開出生或定居的國家、地區。流亡未必指在國外流亡，如唐玄宗幸蜀，也可以稱做流亡。

## 被視為正在流亡者
- 史諾登，前美國中央情報局職員，美國國家安全局外判技術員，於2013年6月在香港將美國國家安全局關於稜鏡計劃監聽專案的秘密文件披露給了英國《衛報》和美國《華盛頓郵報》，遭到美國和英國通緝，於2013年6月從香港飛抵莫斯科，獲得俄羅斯政府許可居留。
- 第十四世达赖喇嘛，1959年中國人民解放軍進軍拉薩後，在美國中央情報局安排下流亡至印度達蘭薩拉。著有自傳《流亡中的自在》。
- 彭文正，台灣著名媒體人，新聞學者，喜樂島聯盟成員，台灣獨立運動支持者。因披露中華民國總統蔡英文學歷造假一事引發爭議並留美未歸而被臺北地方法院通緝，目前已流亡至美國。
- 王军涛，六四事件后在中国国内逃亡。1990年11月24日被捕，并以颠覆政府罪、反革命宣传煽动罪被判刑13年。1994年以“保外就医”的名义被直接送美国。
- 王丹、吾爾開希：原六四事件的學生領袖。事件爆發後流亡到美國。后在台湾定居并接受政治庇護。2017年7月，王丹离开台湾，返回美国。
- 王有才，1989年六四事件“学生运动”的组织参与者之一。1998年参与组建中国民主党，多次被中国政府逮捕入狱。现居住在美国。
- 陈用林，前中国外交官，2005年5月26日出走，现居澳洲。
- 袁紅冰，中国作家，現在流亡至澳洲。
- 熱比婭·卡德爾，原為新疆維吾爾自治區的富商，後來投入民族主義運動而被中國政府視為主張新疆独立运动的「分離主義者」，流亡至美國尋求政治庇護，曾三度獲提名諾貝爾和平獎[1][2][3][4]。
- 英拉·西那瓦，前泰国总理，因渎职被迫下台并被泰国军方监禁，2017年泰国最高法院审理其案件前逃亡柬埔寨，后长期居住在英国。2019年8月获得塞尔维亚国籍。
- 陈光诚，中国维权人士，因揭露山东临沂地方政府强制堕胎的行为被判刑，刑满释放后被软禁在家，2012年4月经他人帮助逃离山东抵达北京，并进入美国驻华大使馆避难，同年5月流亡美国。
- 刘霞，诺贝尔和平奖得主刘晓波的遗孀，2011年以后被中国政府软禁，2018年7月被释放并离开中国经芬兰抵达德国柏林。
- 李倩怡，2016年旺角騷亂政治犯，2017年流亡台灣。
- 黃台仰，本土民主前線前召集人，2016年旺角騷亂政治犯，2017年與李東昇一同流亡，現居德國。
- 李東昇，本土民主前線前召集人，2016年旺角騷亂政治犯，2017年與黃台仰一同流亡，現居德國。
- 郭文貴，流亡美國的中國富豪，反共人士。
- 林榮基，銅鑼灣書店店長，銅鑼灣書店股東及員工失蹤事件受害者，2019年因香港特區政府提出逃犯條例修訂草案而流亡台灣。
- 鄭文傑，前英國駐香港總領事館僱員，2019年在內地刑事拘留後流亡英國。
- 劉祖廸，連登討論區會員，網名我要攬炒，2020年因港版國安法而流亡英國。
- 郭鳳儀，香港民主委員會執行總監，2020年因港版國安法而流亡美國。
- 梁繼平，《學苑》前總編輯，2020年因港版國安法而流亡美國。
- 袁弓夷，香港實業家，國際反共說客，2020年因港版國安法而流亡美國。
- 陳家駒 (香港)，學生獨立聯盟召集人，2020年因港版國安法而流亡英國。
- 劉康，香港效益主義黨主席，2020年因港版國安法而流亡英國。
- 羅冠聰，前香港立法會議員，2020年因港版國安法而流亡英國。
- 張崑陽，前香港大專學界國際事務代表團發言人，2020年因港版國安法而流亡美國。
- 周永康，香港民主委員會理事，2020年因港版國安法而流亡美國。
- 鄺頌晴，鍵盤戰線前發言人。2020年因港版國安法而流亡德國。
- 霍嘉誌，網台升旗易得道主持人，2020年因港版國安法而流亡英國。
- 蔡明達，網台升旗易得道主持人，2020年因港版國安法而流亡英國。
- 許穎婷，我哋係香港人總監，2020年因港版國安法而流亡美國。
- 張晞晴，民運人士，2020年因港版國安法而流亡英國。
- 郭榮鏗，前香港立法會議員，2020年因港版國安法而流亡加拿大。
- 梁頌恆，前香港立法會議員，2020年因港版國安法而流亡美國。
- 許智峯，前香港立法會議員，前中西區議會區議員，2020年因港版國安法而流亡丹麥、英國，2021年起定居澳洲。
- 陳渭新，前香港立法會議員許智峯義務助理，2021年因港版國安法而流亡英國。
- 周竪峰，香港中文大學學生會前會長，2021年因港版國安法而流亡加拿大。
- 李政熙，前熱血公民成員，2021年因港版國安法而流亡台灣。
- 陳淑莊，前香港立法會議員，2021年因港版國安法而流亡台灣。
- 李永達，前香港立法會議員，2021年因港版國安法而流亡英國。
- 蒙兆達，前職工盟總幹事，2021年因港版國安法及職工盟被香港警方國安處調查而流亡英國。
- 吳兆康，前中西區議會區議員，2021年因港版國安法而流亡英國。
- 何致宏，前中西區議會區議員，2021年因港版國安法而流亡英國。
- 葉錦龍，前中西區議會區議員，2021年7月因港版國安法而流亡日本。
- 黃健菁，前中西區議會區議員，2021年因港版國安法而流亡加拿大。
- 甘乃威，前中西區議會區議員，2022年因港版國安法而流亡海外。
- 張嘉莉，前灣仔區議會區議員，2021年因港版國安法而流亡英國。
- 黃宜，前東區區議會區議員，2021年因港版國安法而流亡英國。
- 李鳳琼，前東區區議會區議員，2021年因港版國安法而流亡英國。
- 黎志強，前東區區議會區議員兼主席，2021年因港版國安法而流亡英國。
- 蔡志強，前東區區議會區議員，2021年因港版國安法而流亡英國[5]。
- 林兆彬，前油尖旺區議會區議員，2021年因港版國安法而流亡英國。
- 陳嘉朗，前油尖旺區議會區議員，2021年因港版國安法而流亡台灣。
- 李文浩，前深水埗區議會區議員，2021年因港版國安法而先後流亡英國、台灣。
- 劉家衡，前深水埗區議會區議員，2021年因港版國安法而先後流亡台灣、英國。
- 冼錦豪，前深水埗區議會區議員，2021年因港版國安法而流亡台灣。
- 黃傑朗，前深水埗區議會區議員，2021年因港版國安法而流亡英國。
- 甄啟榮，前深水埗區議會區議員，2021年因港版國安法而流亡英國。
- 李軒朗，前九龍城區議會區議員，2021年因港版國安法而先後流亡台灣、英國。
- 郭天立，前九龍城區議會區議員，2021年因港版國安法而流亡海外。
- 劉珈汶，前黃大仙區議會區議員，2021年因港版國安法而流亡英國。
- 尤漢邦，前黃大仙區議會區議員，2021年因港版國安法而流亡英國。
- 鄭梓健，前黃大仙區議會區議員，2021年因港版國安法而流亡海外。
- 黃逸旭，前黃大仙區議會區議員，2021年因港版國安法而流亡英國。
- 畢東尼，前觀塘區議會區議員，2021年因港版國安法而流亡英國。
- 賴文輝，前荃灣區議會區議員，2021年因港版國安法而流亡台灣。
- 曾振興，前屯門區議會區議員，2021年因港版國安法而流亡英國。
- 巫堃泰，前屯門區議會區議員，2021年因港版國安法而流亡英國。
- 李家偉，前屯門區議會區議員，2021年因港版國安法而流亡英國。
- 陳樹英，前屯門區議會區議員兼主席，2021年因港版國安法而流亡英國。
- 潘智鍵，前屯門區議會區議員，2021年因港版國安法而流亡加拿大。
- 杜嘉倫，前元朗區議會區議員，2021年因港版國安法而流亡英國。
- 李俊威，前元朗區議會區議員，2021年因港版國安法而流亡英國。
- 黎國泳，前元朗區議會區議員，2022年因港版國安法而流亡台灣。
- 康展華，前元朗區議會區議員，因港版國安法而流亡加拿大。
- 黃凱盈，前北區區議會區議員，2021年因港版國安法而流亡英國。
- 林淑菁，前北區區議會區議員，2021年因港版國安法而流亡英國。
- 張正皓，前北區區議會區議員，2021年因港版國安法而流亡英國。
- 胡耀昌，前大埔區議會區議員，2021年因港版國安法而流亡加拿大。
- 林名溢，前大埔區議會區議員，2021年因港版國安法而流亡加拿大。
- 姚躍生，前大埔區議會區議員，2021年因港版國安法而流亡英國。
- 任啟邦，前大埔區議會區議員，2021年因港版國安法而流亡英國。
- 周炫瑋，前大埔區議會區議員，2022年因港版國安法而流亡加拿大。
- 文念志，前大埔區議會區議員，2024年因港版國安法和維護國家安全條例（即基本法二十三條）而流亡英國。
- 何偉航，前西貢區議會區議員，2021年因港版國安法而流亡英國。
- 李賢浩，前西貢區議會區議員，2021年因港版國安法而流亡英國。
- 王卓雅，前西貢區議會區議員，2021年因港版國安法而流亡英國。
- 黎銘澤，前西貢區議會區議員，2021年因港版國安法而先後流亡瑞士、英國。
- 丘文俊，前沙田區議會區議員，2021年因港版國安法而流亡英國。
- 許銳宇，前沙田區議會區議員，2021年因港版國安法而流亡英國[6]。
- 丁仕元，前沙田區議會區議員，2021年因港版國安法而流亡英國。
- 曾杰，前沙田區議會區議員，2021年因港版國安法而流亡英國。
- 陸梓峂，前沙田區議會區議員，2022年因港版國安法而流亡英國。
- 陳運通，前沙田區議會區議員，2022年因港版國安法而流亡英國。
- 周偉雄，前葵青區議會區議員，2021年因港版國安法而流亡英國。
- 單仲偕，前葵青區議會區議員兼主席，2021年因港版國安法而流亡美國。
- 郭子健，前葵青區議會區議員，2021年因港版國安法而流亡英國。
- 劉子傑，前葵青區議會區議員，2021年因港版國安法而流亡英國[7]。
- 練乙錚，香港經濟學學者兼政治評論員，2021年因港版國安法而流亡日本。
- 鄭家朗，前香港眾志副主席，2022年因港版國安法而流亡英國。
- 鍾劍華，香港學者，前香港理工大學應用社會科學系助理教授，2022年因港版國安法而流亡英國。
- 張超雄，前香港立法會議員，2022年因港版國安法而流亡加拿大。
- 易碎君，網路創作者，2022年因港版國安法被香港警方國安處調查而流亡美國。
- 傑斯，前D100DJ，2023年因港版國安法而流亡加拿大。
- 周庭，前香港眾志副秘書長，2023年因港版國安法而流亡加拿大。
- 鍾翰林，前學生動源召集人，2023年因港版國安法而流亡英國。

## 曾經流亡的人物
- 齊桓公，春秋時代齊國國君，春秋五霸之一，即位前曾流亡莒國。
- 晉文公，春秋時代晉國國君，春秋五霸之一，因驪姬之亂四處流亡，十九年後回國即位。
- 屈原，名平。戰國時代楚國人，曾為三閭大夫。為忠臣，然被靳尚、鄭袖中傷，第一次被楚懷王流放，後因楚懷王被張儀所欺，與齊、宋等諸侯斷交，向秦國進軍，然而屢戰屢敗，遂將屈原找回，派其出使齊國，重新邦交。可是楚懷王最後被秦國騙至是國，薨於秦國，子楚頃襄王立。頃襄王以弟子蘭為令尹，子蘭再遣靳尚中傷屈原，終於屈原再次被放逐於江南之地。被放逐時曾作《離騷》、《九歌》冀頃襄王能醒悟。最後秦將白起於鄢郢之戰大破楚軍，屈原不願見亡國，遂投汨羅江而死。屈原死後，蒙騖再攻擊楚國，項燕（即項梁的父親、項羽之祖父）等戰死，楚國遂亡。屈原是《楚辭》的代表，其學生宋玉也是楚辭名家。
- 流亡者愛德華，韋息士王朝成員，英格蘭國王剛勇者愛德蒙之子，於丹麥國王克努特大帝征服英格蘭後流亡海外，並與基輔大親王智者雅羅斯拉夫的女兒阿加莎結婚。韋息士王朝復辟後，流亡者愛德華被叔父英格蘭國王懺悔者愛德華立為王位繼承人並安排返回英格蘭，但流亡者愛德華在返回英格蘭後不久去世，引起王位繼承危機，最終導致諾曼征服英格蘭。不過由於流亡者愛德華的外孫女蘇格蘭的瑪蒂爾達後來跟諾曼王朝英格蘭國王亨利一世結婚，因此自亨利一世之外孫亨利二世開始的所有英格蘭君主，都是流亡者愛德華的直系後裔。
- 源賴朝，日本知名武將，其父源義朝因在平治之亂中被平清盛擊敗而被殺身亡，賴朝因平清盛之繼母池禪尼見其相貌與亡子平家盛相似，遂為其求情而免於一死，改為流放伊豆國。日後成長成為知名武將，與源義經等族人響應以仁王舉兵，並於平清盛因病去世後，聯合反平氏勢力在源平合戰中將平氏政權消滅，就任征夷大將軍並創立鎌倉幕府。
- 拿破崙，法國波拿巴帝國皇帝，1814年萊比錫戰敗後被流放至厄爾巴島；於1815年3月逃回巴黎復辟，6月滑鐵盧戰敗後被英國流放到聖赫勒拿島。
- 瓦格纳，德国著名作曲家，指挥家，曾经于1848年革命在萨克森王国参与德累斯顿五月起义而被通缉，流亡巴黎等地至1861年通缉令解除。
- 愛丁堡公爵菲臘親王，希臘國王喬治一世之孫，安德烈亞斯王子之子，出生後不久伯父康斯坦丁一世因希土戰爭戰敗而被迫退位，安德烈亞斯王子亦受到牽連，故當時還是嬰兒的菲臘跟隨家人一同流亡海外。長大後的菲臘加入英國皇家海軍，在第二次世界大戰期間服役，並認識了英國國王佐治六世的女兒伊利沙伯公主。在二戰結束後，菲臘與伊利沙伯公主結婚，並為此放棄希臘王室的頭銜和繼承權，被佐治六世封為愛丁堡公爵。當佐治六世駕崩，伊利沙伯公主繼位為女王伊利沙伯二世後，菲臘成為王夫，並在女王漫長的統治期間一直陪伴左右，成為英國歷史上在位最長的君主配偶。
- 金大中，大韓民國已故總統。曾在朴正熙時期流亡至日本，後來於全斗煥、盧泰愚政權下台後得以返回韓國，並順利選上總統。
- 金日成，1925年，他随父亲金亨稷逃亡到苏联，後在二戰結束後返回朝鮮半島北部，在1948年9月9日建立朝鮮民主主義人民共和國（北朝鮮）。
- 卡斯特罗，在古巴总统巴蒂斯塔宣布大赦后，他流亡美国、墨西哥；最後於1959年推翻巴蒂斯塔並建立社會主義政權。
- 彭明敏，台灣獨立運動指標人物。於戒嚴時流亡到美國，並在解嚴後順利返台；之後於1996年代表民主進步黨參選中華民國總統，敗給中國國民黨的李登輝。
- 許信良，台灣民運人士，曾任桃園縣縣長。於中壢事件爆發後流亡，後來在返台時，縣民前往中正國際機場（今桃園國際機場）接機並與警方爆發衝突。
- 金正男，朝鮮勞動黨前總書記金正日長子。因為涉入與同父異母弟弟金正恩的領導人交棒爭奪戰，曾遭到金正恩派人追殺；金正男長居澳門，受到中國方面保護。2017年2月13日在馬來西亞的吉隆坡國際機場遇害身亡。
- 巴勒維國王，伊朗末代君主，於伊朗伊斯蘭革命後流亡美國，病逝當地。
- 何梅尼，首位伊朗最高領袖，發動伊朗伊斯蘭革命，並從法國返回德黑蘭。
- 索尔仁尼琴，前苏联作家，1945年因在信中称斯大林为“八字胡的家伙”在东普鲁士前线被捕，1956年被释放。赫鲁晓夫下台后索尔仁尼琴再次被捕并被流放到西德，时任苏共中央总书记勃列日涅夫剥夺了他的苏联国籍。索尔仁尼琴后移居美国佛蒙特州，1994年苏联解体后返回俄罗斯。
- 托洛斯基，前蘇聯布爾什維克領導幹部，因為他所提倡的托派理論與史達林理念不合，被迫流亡，最後遭史達林派出的特工刺殺身亡。
- 阮文紹，南越總統，最後在胡志明領軍的越共軍隊攻進南越首都西貢時，經由台灣流亡到美國，病逝當地。
- 班尼格諾·艾奎諾，菲律賓民運人士，主張反對馬可仕的獨裁貪腐政治，最後從台灣搭機返回馬尼拉時，遭馬可仕派出的特工刺殺身亡。
- 賴昌星，前遠華集團總裁，因涉嫌大規模走私的遠華案，加上全國政協主席賈慶林疑似被捲入此案，曾流亡至加拿大，後來在2011年中加雙方協商將其引渡回中國受審。
- 黄长烨，北韩思想家，1997年进入北京的韩国驻华大使馆寻求庇护，2010年病逝於首爾。
- 馮正虎，中國知名維權人士，2009年曾多次被迫流亡日本不被允許返國，在當年11月4日至隔年（2010年）2月1日間滯留成田機場的入境審查處拒絕入境。經協調後於2月2日入境日本、2月12日從日本搭機順利返回上海。
- 方励之，原中国科学技术大学副校长，六四事件后被开除党籍并被撤销职务，随后方励之在六四事件结束后进入美国驻华大使馆避难，1990年6月经中国政府允许离开中国，经英国最终抵达美国，2012年4月方励之在美国亚利桑那州图森市病逝。
- 許家屯，原新華社香港分社社長。六四事件後流亡到美國，2016年逝世。
- 宰因·阿比丁·本·阿里，突尼西亞強人領袖，因為茉莉花革命而被迫下台，流亡至沙烏地阿拉伯，2019年病逝于吉达。
- 他信·西那瓦，前泰国总理，2006年在其访问纽约联合国总部期间因泰国国内发生政变而辞职并流亡海外。並在2023年8月22日返回泰國，結束其15年的流亡生涯，判刑8年，其後獲泰王特赦，刑期減至一年，並於2024年2月18日獲得假釋。[8][9]